# Teoria de plaques i làmines

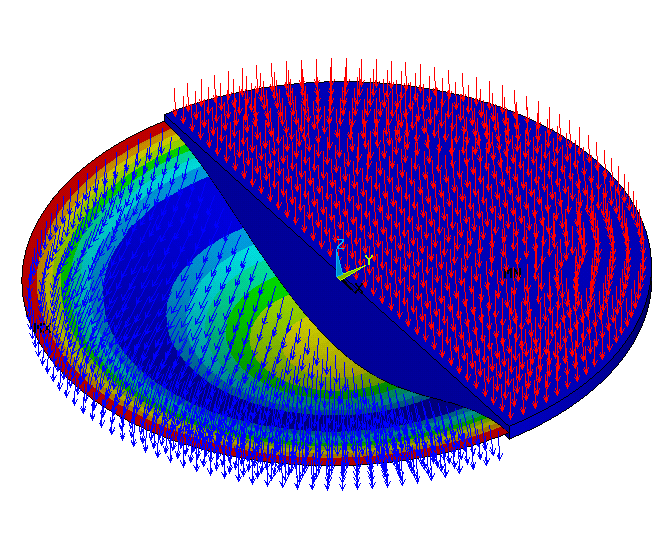
Flexió d'una placa circular encastada en el seu contorn sota l'acció d'una càrrega vertical distribuïda uniformement. La meitat esquerra mostra la forma deformada i la meitat dreta mostra la forma no deformada. La simulació mitjançant elements finits va ser duta a terme mitjançant el programari Ansys.

En enginyeria estructural, les  plaques  i les  làmines  són elements estructurals que geomètricament es poden aproximar per una superfície bidimensional i que treballen predominantment a flexió. Estructuralment la diferència entre plaques i làmines és a la curvatura. Les plaques són elements la superfície mitjana és plana, mentre que les làmines són superfícies corbades en l'espai tridimensional (com les cúpules, les petxines o les parets de dipòsits).
Constructivament són sòlids deformables en els quals hi ha una superfície mitjana (que és la que es considera s'aproxima a la placa o làmina), a la qual s'afegeix un cert gruix constant per sobre i per sota del pla mitjà. El fet que aquest gruix és petit comparat amb les dimensions de la làmina i al seu torn petita comparada amb els radis de curvatura de la superfície, és el que permet reduir el càlcul de plaques i làmines reals a elements idealitzats bidimensionals.

## Càlcul de plaques

### Hipòtesi de Reissner-Mindlin

Deformació transversal d'una placa en la hipòtesi de Reissner-Mindlin on θ _{ i } i dw / dx _{ i } no tenen necessàriament que coincidir.

Les hipòtesis de Reissner-Mindlin són un conjunt d'hipòtesis cinemàtiques sobre com es deforma una placa o làmina sota flexió que permeten relacionar els desplaçaments amb les deformacions. Un cop obtingudes les deformacions l'aplicació rutinària de les equacions de l'elasticitat permet trobar les tensions, i trobar l'equació que relaciona desplaçaments amb les forces exteriors.
Les hipòtesis de Reissner-Mindlin per al càlcul elàstic de plaques i làmines són:
1. El material de la placa és elàstic lineal.
2. El desplaçament vertical per als punts del pla mitjà no depèn de z:uz(x, y, z) = w(x, y).
3. Els punts del pla medià només pateixen desplaçament vertical: ux(x, y, 0) = 0, uy(x, y, 0) = 0.
4. La tensió perpendicular al pla mitjà s'anul: σzz = 0.

Com a conseqüència dels desplaçaments horitzontals només es donen fora del pla medià i només es produeixen per gir del segment perpendicular al pla mitjà. Com a conseqüència de les hipòtesis de Reissner-Mindlin els desplaçaments poden escriure com: 

{\displaystyle {\begin{cases}u_{x}(x,y,z)=-z\theta _{x}(x,y)\\u_{y}(x,y,z)=-z\theta _{y}(x,y)\\u_{z}(x,y,z)=w(x,y)\end{cases}}}

### Hipòtesi de Love-Kirchhoff
En les plaques en què es menysprea la deformació per tallant, pot suposar adequadament una hipòtesi addicional coneguda com a hipòtesi de Love-Kirchhoff. Aquesta hipòtesi diu que:
5. {\displaystyle \theta _{x}(x,y)={\frac {\partial w}{\partial x}}\qquad \Theta _{y}(x,y)={\frac {\partial w}{\partial y}}}

Aquesta hipòtesi és anàloga a la hipòtesi de Navier-Bernoulli per a bigues. De fet hi ha un paral·lel entre els models de bigues i de plaques. El model de placa de Reissner-Mindlin és el l'equivalent de la biga de Timoixenko, mentre que el model de placa de Love-Kirchhoff és l'equivalent de la biga d'Euler-Bernoulli.
Les hipòtesis de Reissner-Mindlin combinada amb la hipòtesi de Love-Kirchhoff proporcionen una hipòtesi cinemàtica per als desplaçaments. A partir d'aquests desplaçaments poden calcular-se fàcilment les deformacions per a una placa prima: 

{\displaystyle \varepsilon _{xx}={\frac {\partial u_{x}}{\partial x}}=-z{\frac {\partial ^{2}w}{\partial x^{2}}}\qquad \varepsilon _{yy}={\frac {\partial u_{y}}{\partial y}}=-z{\frac {\partial ^{2}w}{\partial y^{2}}}\qquad \varepsilon _{xy}={\frac {1}{2}}\left({\frac {\partial u_{x}}{\partial y}}+{\frac {\partial u_{y}}{\partial x}}\right)=-z{\frac {\partial ^{2}w}{\partial x\partial y}}}

En funció d'aquestes deformacions les tensions es calculen trivialment a partir de les equacions de Lamé-Hooke que generalitzen la llei de Hooke per a sòlids deformables.

### Equació de Lagrange per a plaques primes
Per a una placa plana de gruix constant en la qual siguin vàlides les hipòtesis de Reissner-Mindlin i Love-Kircchoff el descens vertical en cada punt sota l'acció de les càrregues recolzades sobre ella ve donada per:

(1){\displaystyle \Delta \Delta w(x,y)={\frac {q(x,y)}{D}}}

On  w  ( x, i ) és la fletxa vertical o descens vertical de la placa en el punt de coordenades (x, y), q(x, y) és la càrrega per unitat d'àrea en el mateix punt, l'operador laplacià es defineix, en coordenades cartesianes, per la següent suma d'operadors:

{\displaystyle \Delta ={\frac {\partial ^{2}}{\partial x^{2}}}+{\frac {\partial ^{2}}{\partial y^{2}}},\qquad \qquad \rightarrow \Delta \Delta w={\frac {\partial ^{4}w}{\partial x^{4}}}+{\frac {\partial ^{4}w}{\partial x^{2}y^{2}}}+{\frac {\partial ^{4}w}{\partial y^{4}}}}

I finalment la constant  D  és la rigidesa flexional de plaques i ve donada en funció del gruix de la placa ( h ), el mòdul de Young ( E ), el coeficient de Poisson (ν):

{\displaystyle D={\frac {Eh^{3}}{12(1-\nu ^{2})}}}

És interessant notar que l'equació (1) és l'anàleg de la equació de l'elàstica per a bigues. Per plaques de gruix no constant, anàlogament al cas de l'equació de l'elàstica per a bigues, la fletxa i la càrrega aplicada estan relacionades per l'equació:

(2){\displaystyle \Delta \left(D\Delta w(x,y)\right)=q(x,y)}

On ara la rigidesa flexional D és funció una  D  ( x, y ) que depèn del punt concret de placa.
La resolució de l'equació(1)en general no és trivial i requereix tant l'ús de coordenades adequades (per plaques rectangulars s'empren coordenades cartesianes, però per plaques circulars s'empren coordenades cilíndriques) com l'elecció d'algun mètode adequat d'integració. Entre els més senzills hi ha el mètode de Navier-Kirchhof i el mètode de Levy que es basen en sèries obtingudes mitjançant el mètode de separació de variables.

### Càlcul de tensions en plaques primes
En una làmina sotmesa fonamentalment a flexió en la qual es menysprea la deformació per tallant, o làmina de Love-Kirchhof, els esforços interns es caracteritzen per dos moments flectors {\displaystyle m_{x},m_{y}\;} segons dues direccions mútuament perpendiculars i un esforç de torsió {\displaystyle m_{xy}}. Aquests esforços estan directament relacionats amb la fletxa vertical  w  ( x, i ) en cada punt per:

{\displaystyle {\begin{cases}m_{x}=-D\left[{\cfrac {\partial ^{2}w}{\partial x^{2}}}+\nu {\cfrac {\partial ^{2}w}{\partial y^{2}}}\right]&m_{xy}=-D(1-\nu )\left[{\cfrac {\partial ^{2}w}{\partial y\partial x}}\right]\\m_{y}=-D\left[\nu {\cfrac {\partial ^{2}w}{\partial x^{2}}}+{\cfrac {\partial ^{2}w}{\partial y^{2}}}\right]\end{cases}}}

On:
{\displaystyle \mathrm {N} \,}, és el coeficient de Poisson del material de la placa.
{\displaystyle D=Eh^{3}/12(1-\nu ^{2})\;}, és la rigidesa en flexió de la placa, sent:
{\displaystyle E\;} el mòdul de Young del material de la placa, i  h  el gruix de la placa.
Les tensions sobre una placa són directament calculables a partir dels esforços anteriors:

{\displaystyle {\begin{cases}\sigma _{xx}={\cfrac {12z}{h^{3}}}m_{y}(x,y)&\sigma _{xy}={\cfrac {12z}{h^{3}}}(1-\nu )^{2}m_{xy}(x,y)\\\sigma _{yy}={\cfrac {12z}{h^{3}}}m_{x}(x,y)&\sigma _{xz}=\sigma _{yz}=\sigma _{zz}=0\end{cases}}}

## Càlcul de làmines
Una làmina és un element estructural bidimensional corbat. Si les plaques es tracten anàlogament a les bigas rectes, les làmines són l'anàleg bidimensional dels arcs.
Usant coordenades curvilínies ortogonals sobre la superfície {\displaystyle \scriptstyle (\alpha ,\beta )\,} es poden escriure les equacions d'equilibri per als esforços interns per a una làmina de Reisner -Mindlin com:

{\displaystyle {\begin{cases}-{\cfrac {U'_{v}}{UV}}n_{uv}+{\cfrac {V'_{u}}{UV}}n_{vv}+{\cfrac {q_{u}}{R_{u}}}-{\cfrac {1}{UV}}\left[(Vn_{uu})'_{u}+(Un_{vu})'_{v}\right]=p_{u}\\+{\cfrac {U'_{v}}{UV}}n_{uu}-{\cfrac {V'_{u}}{UV}}n_{vu}+{\cfrac {q_{v}}{R_{v}}}-{\cfrac {1}{UV}}\left[(Vn_{uv})'_{u}+(Un_{vv})'_{v}\right]=p_{v}\\-{\cfrac {n_{uu}}{R_{u}}}-{\cfrac {n_{vv}}{R_{v}}}-{\cfrac {1}{UV}}\left[(Vq_{u})'_{u}+(Uq_{v})'_{v}\right]=p_{\eta }\\-{\cfrac {U'_{v}}{UV}}m_{uv}+{\cfrac {V'_{u}}{UV}}m_{vv}+q_{u}-{\cfrac {1}{UV}}\left[(Vm_{uu})'_{u}+(Um_{vu})'_{v}\right]=m_{u}\\+{\cfrac {U'_{v}}{UV}}m_{uu}-{\cfrac {V'_{u}}{UV}}m_{vu}+q_{v}-{\cfrac {1}{UV}}\left[(Vm_{uv})'_{u}+(Um_{vv})'_{v}\right]=m_{v}\end{cases}}}

On:
{\displaystyle {'}_{u},\ {'}_{v}}, indiquen les derivades parcials respecte a les coordenades u, v.
{\displaystyle U=\|{\mathbf {r} '}_{u}\|} és el mòdul del vector tangent associat a la coordenada  u .
{\displaystyle V=\|{\mathbf {r} '}_{v}\|} és el mòdul del vector tangent associat a la coordenada  v .
{\displaystyle R_{u},R_{v}\,} són els radis de curvatura segons les adreces de les línies coordenades.
{\displaystyle p_{u},p_{v},p_{\eta }\,} són les forces per unitat d'àrea en cada punt de la làmina.
{\displaystyle m_{u},m_{v}\,} són les moments per unitat d'àrea en cada punt de la làmina.
{\displaystyle m_{uu},n_{uv},n_{vu},n_{vv}\,} són els esforços de membrana.
{\displaystyle q_{u},q_{v}\,} són els esforços tallants de la placa.
{\displaystyle m_{uu},m_{vv}\,} són els moments flectors de la placa.
{\displaystyle m_{uv},m_{vu}\,} són els moments torsors de la placa.

### Cúpula sota el seu pes propi
Com a exemple de les anteriors equacions podem considerar una cúpula en forma de casquet esfèric sotmesa al seu propi pes. Cada punt de la cúpula bidimensional es pot parametritzar mitjançant les coordenades {\displaystyle (u,v)\ [=(\theta ,\phi )]\,}:

{\displaystyle \mathbf {r} =R_{C}(\sin \theta \cos \phi ,\sin \theta \sin \phi ,\cos \theta ),\qquad \mathbf {p} =(p_{\theta },p_{\phi },p_{\eta })=-p(\sin \theta ,0,\cos \theta )}

Amb la qual cosa tenim els factors geomètrics següents:

{\displaystyle U=\|\mathbf {r} _{\theta }\|=R_{C},\qquad V=\|\mathbf {r} _{\phi }\|=R_{C}\sin \theta }

{\displaystyle {\begin{cases}+n_{\phi \phi }\cos \theta +q_{\theta }-(n_{\theta \theta })'_{\theta }-n_{\theta \theta }\tan \theta =-R_{C}p\sin \theta \\-n_{\phi \theta }\cos \theta +{\cfrac {q_{\phi }}{\sin \theta }}-(n_{\theta \phi })'_{\theta }-n_{\theta \phi }\tan \theta =0\\-n_{\theta \theta }-{\cfrac {n_{\phi \phi }}{\sin \theta }}-(q_{\theta })'_{\theta }-q_{\theta }\tan \theta =-R_{C}p\cos \theta \\+m_{\phi \phi }\cos \theta +R_{C}q_{\theta }-(m_{\theta \theta })'_{\theta }-m_{\theta \theta }\tan \theta =0\\-m_{\phi \theta }\cos \theta +R_{C}q_{\phi }-(m_{\theta \phi })'_{\theta }-m_{\theta \phi }\tan \theta =0\end{cases}}}

### Làmina axisimétrica
El cas general d'una làmina general requereix utilitzar coordenades curvilínies generals per parametritzar la seva superfície, això condueix a equacions de govern que són equacions en derivades parcials la integració és complicada. No obstant això molts casos d'interès involucren làmines amb simetria axial o de revolució, amb càrregues que també respecten la simetria axial. En aquests casos la geometria de la superfície pot parametritzar mitjançant una coordenada (que dona el seu "perfil" radial), i les equacions de govern en aquest cas involucren derivades respecte a una única coordenada i, per tant, són un sistema d'equacions diferencials ordinàries. Gràcies a això el comportament real pot estimar mitjançant mètodes clàssics, ja que resulta factible integrar en alguns casos les equacions de govern. Això contracta amb el cas general per al qual no es coneixen les solucions analítiques de les equacions de govern, pel que en el cas general el comportament només pot investigar buscant solucions numèriques aproximades a les equacions de govern.
El cas més simple de teoria de làmines axisimétrica és la teoria estàtica especial de Cosserat que descriu el comportament de plaques axisimétrica susceptibles de patir flexió en la seva superfície mitjana, extensió de la mateixa i tallant en el gruix.